# Тучепи
Тучепи су насељено место и седиште општине у Сплитско-далматинској жупанији, Република Хрватска.

## Историја
До територијалне реорганизације у Хрватској налазили су се у саставу старе општине Макарска.

## Становништво
На попису становништва 2011. године, општина, одн. насељено место Тучепи је имало 1.931 становника.

### Општина Тучепи
| Број становника по пописима | Број становника по пописима | Број становника по пописима | Број становника по пописима | Број становника по пописима | Број становника по пописима | Број становника по пописима | Број становника по пописима | Број становника по пописима | Број становника по пописима | Број становника по пописима | Број становника по пописима | Број становника по пописима | Број становника по пописима | Број становника по пописима | Број становника по пописима |
| --------------------------- | --------------------------- | --------------------------- | --------------------------- | --------------------------- | --------------------------- | --------------------------- | --------------------------- | --------------------------- | --------------------------- | --------------------------- | --------------------------- | --------------------------- | --------------------------- | --------------------------- | --------------------------- |
| 1857                        | 1869                        | 1880                        | 1890                        | 1900                        | 1910                        | 1921                        | 1931                        | 1948                        | 1953                        | 1961                        | 1971                        | 1981                        | 1991                        | 2001                        | 2011                        |
| 871                         | 1.091                       | 1.118                       | 1.289                       | 1.494                       | 1.693                       | 1.693                       | 1.533                       | 1.579                       | 1.593                       | 1.449                       | 1.500                       | 1.632                       | 1.760                       | 1.763                       | 1.931                       |

Напомена: Настала из старе општине Макарска.

### Тучепи (насељено место)
| Број становника по пописима | Број становника по пописима | Број становника по пописима | Број становника по пописима | Број становника по пописима | Број становника по пописима | Број становника по пописима | Број становника по пописима | Број становника по пописима | Број становника по пописима | Број становника по пописима | Број становника по пописима | Број становника по пописима | Број становника по пописима | Број становника по пописима | Број становника по пописима |
| --------------------------- | --------------------------- | --------------------------- | --------------------------- | --------------------------- | --------------------------- | --------------------------- | --------------------------- | --------------------------- | --------------------------- | --------------------------- | --------------------------- | --------------------------- | --------------------------- | --------------------------- | --------------------------- |
| 1857                        | 1869                        | 1880                        | 1890                        | 1900                        | 1910                        | 1921                        | 1931                        | 1948                        | 1953                        | 1961                        | 1971                        | 1981                        | 1991                        | 2001                        | 2011                        |
| 871                         | 1.091                       | 1.118                       | 1.289                       | 1.494                       | 1.693                       | 1.693                       | 1.533                       | 1.579                       | 1.593                       | 1.449                       | 1.500                       | 1.632                       | 1.760                       | 1.763                       | 1.931                       |

Напомена: Од 1981. повећано за подручје насеља Срида Села (бивше насеље), за које у 1857, 1869, 1890, 1900, 1921. и 1931. садржи податке.

### Попис1991.
На попису становништва 1991. године, насељено место Тучепи је имало 1.760 становника, следећег националног састава:
| Попис 1991.‍   | Попис 1991.‍  | Попис 1991.‍ | Попис 1991.‍ | Попис 1991.‍ |
| ------------- | ------------ | ----------- | ----------- | ----------- |
|               |              |             |             |             |
| Хрвати        | Хрвати       |             | 1.643       | 93,35%      |
| Југословени   | Југословени  |             | 30          | 1,70%       |
| Срби          | Срби         |             | 20          | 1,13%       |
| Муслимани     | Муслимани    |             | 6           | 0,34%       |
| Русини        | Русини       |             | 2           | 0,11%       |
| Словаци       | Словаци      |             | 2           | 0,11%       |
| Словенци      | Словенци     |             | 2           | 0,11%       |
| Црногорци     | Црногорци    |             | 2           | 0,11%       |
| Албанци       | Албанци      |             | 1           | 0,05%       |
| Аустријанци   | Аустријанци  |             | 1           | 0,05%       |
| Пољаци        | Пољаци       |             | 1           | 0,05%       |
| Чеси          | Чеси         |             | 1           | 0,05%       |
| неопредељени  | неопредељени |             | 24          | 1,36%       |
| регион. опр.  | регион. опр. |             | 10          | 0,56%       |
| непознато     | непознато    |             | 15          | 0,85%       |
| укупно: 1.760 |              |             |             |             |